# 유억겸

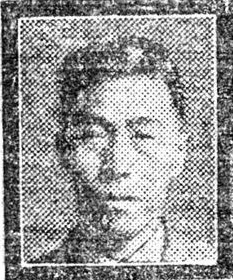
유억겸 (1947년)

유억겸(兪億兼, 1896년 10월 23일 ~ 1947년 11월 8일)은 일제강점기 한국의 계몽운동가이자 법조인, 교육인이다. 본관은 기계(杞溪)이다. 신간회, 흥업구락부 등에 가입하여 독립운동 활동을 하였고, 연희전문학교 부교장, 조선체육회 회장등 역임하여 각종 사회활동을 하였으나 일제강점기 후반에 변절하여 적극적인 친일 활동을 했다.
1945년 8월 일본 패망 후, 그해 9월의 한국민주당 창당에 참여하였고, 미군정 주둔 후 미군정청 학무국 조선인교육위원, 12월 미군정청 문교부 학무국장, 1946년 2월 문교부장을 역임했다. 유길준의 둘째 아들이며 중추원 참의를 지낸 유성준이 숙부이며, 역시 중추원 참의를 지낸 유만겸이 형이다.

## 생애

### 생애 초기
1896년 10월 23일 한성부에서 태어났다. 한문을 사숙한 뒤 1907년 4월 한성 사립 계산학교에 입학하여 1911년 3월 졸업했다. 1911년 4월부터 1912년 5월까지 경성 중앙기독교청년회 학관 중등과에서 5월까지 수학했다. 1912년 9월 일본 교토 도시샤 중학교 보통부에 들어가 1916년 3월 졸업했다. 1916년 7월 교토 관립 제3고등학교 제1부에 입학해 1919년 6월 졸업했다. 1919년 7월에는 도쿄 제국대학 법학부에 들어가 1922년 3월에 졸업했다.

### 한국 내 사회활동과 독립운동
1922년 4월부터 1923년 3월까지 도쿄제국대학 대학원에서 법학을 연구하고 같은 달 귀국해 경성지방법원에 변호사 등록을 했다. 1923년 4월 경성 중앙고등보통학교 교사에 임용되었다. 같은 해 8월 연희전문학교 교수로 임용되었고, 1924년 4월 부학감을 같은 해 9월 학감을 맡았다. 1924년 1월에는 경신학교 교사를 지내다 1925년 4월부터는 이화여자전문학교 교수를 겸했다. 기독교 신자였던 그는 조선기독청년회를 중심으로 각종 사회 운동에 참여했다. 1925년 3월 흥업구락부에 가입하였고, 같은 해 9월에는 김기전, 김준연, 이관용, 조병옥, 홍명희등이 중심이 되어 '민족정신을 보존하자!'는 취지로 조직된 조선사정연구조사회 발기인 회원으로 참여했다.

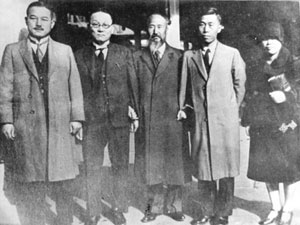
1929년 도쿄에서 열린 제3회 범태평양회의에 참가한 한민족 대표단. 좌로부터 백관수, 송진우, 윤치호, 유억겸, 김활란

이후 이승만이 영향을 발휘하던 독립운동단체 흥업구락부에서도 가입하여 활동하였는데 1925년 11월 신흥우, 송진우 등과 함께 미국의 이승만과 사전 협의를 거친 끝에 태평양문제연구회 조선지회를 조직하고 위원을 맡았다. 1927년 1월에는 비타협적 민족주의자와 사회주의자들이 결합한 좌우연합 독립운동 단체인 신간회 발기인으로 참가했다. 1934년 2월 연희전문학교 부교장을 맡았다. 연희전문학교 부교장 시절 특히 체육에 관심이 깊어, 그의 주선으로 연희전문학교 주최 전국중학교체육대회를 매년 개최하기도 하였다. 1937년 7월 조선체육회 회장을 맡았다.
1938년 흥업구락부 사건으로 구속되었을 당시 5월 18일자 서대문경찰서장의 보고에 의하면 그는 흥업구락부의 동지회원의 한사람으로 보고되었다.

### 친일로 전향
1938년 흥업구락부 사건으로 일제에 의하여 서대문경찰서에서 3개월 동안 옥고를 치른 뒤 전향성명서를 발표하고 기소유예로 가출옥했다. 출옥 직후 연희전문학교 교수직을 사임하였다. 1937년에 변호사 사업을 등록해 일시적으로 변호사직 겸임하면서 활동해왔으나 흥업구락부 사건으로 1938년 9월 변호사 등록이 취소되었다. 1943년 6월이 되어서야 다시 변호사 등록을 시작할 수 있었다.
중일전쟁 이전까지만 해도 유억겸은 합법적으로 독립운동 활동과 동시에 사회활동에 힘썼으나 중일전쟁 이후로 친일파로 변절하게 된다. 이 시기에는 많은 민족주의 운동가들이 검거된 뒤 전향한 흥업구락부 사건이나 수양동우회 사건등 발생한 이후로 유억겸 역시 윤치호, 정춘수 등과 함께 일제의 통치에 협력하는 방향으로 방향을 전환하여 활동했다.
김활란이 미국에서 돌아온 후 1939년 12월 교수와 학부형 등 각 방면의 유지들이 모여 '이화전문학교후원회'를 결성하기로 하고 발기인 총회에서 선출된 창립총회 준비위원으로 유억겸, 신흥우, 송진우 등 3명이 선임되었다. 1939년 12월 18일 정동의 이화여전 강당에서 80여 명의 관계자들이 모인 가운데 후원회 창립총회가 개최되었다. 여기에서 12개조의 후원회 장정을 통과시키고 25명의 위원을 선출했다. 유억겸도 이화여전 후원회 위원의 한사람으로 선출되었다.

### 적극적인 친일 행적
흥업구락부 사건 이후로 일제에 적극적으로 협력하는 모습을 보이게 되었고 적극적인 친일단체에서 활동하였다. 1939년 7월에 시국대응전선사상보국연맹(1938년 7월 조직)의 경성분회 제3분회장(제1분회장 박영희, 제2분회장 박득현, 제4분회장 장덕수)이었고, 1941년 8월의 흥아보국단 준비위원회에는 그의 형 유만겸과 같이 참여하였다. 또한 같은달에 임전대책협의회에도 참여하였다.
그들은 "최후의 승리는 우리 일본제국에 있으므로 반도의 동포는 국책에 순응하여 영광의 적자로 천황폐하에게 몸을 바쳐야 한다"고 외쳤으며, 이를 실천하기 위하여 1941년9월 7일에 70여 명의 회원을 총동원하여 '채권가두유격대'에 나서 "총후봉공(銃後奉公)은 채권(債券)으로부터"를 외쳤다. 유억겸은 이성근,박상준,양주삼 등과 '광화문대'에 편성되어 활동하였다.
일제말기 친일단체를 망라하여 대표하였던 단체가 조선임전보국단이었다. 1941년 12월 부민관에서 윤치호, 최린 등이 중심이 되어 결성한 이 단체는 '조선민중을 바로 전쟁 후방에서 해야 될 근로보국, 물자의 공출, 의용 방위'등으로 몰아세우기 위한 것이었다. 그는 흥아보국단에도 적극적으로 참여하였다.
유억겸은 이 단체의 이사였고, 형 유만겸은 평의원이었다. 그리고 그는 태평양전쟁이 확대되어 가면서 직접적인 전쟁고무 및 동원에도 참여하였다. 1943년 11월에는 학도병 종로익찬회에도 관여하였고, 또한 1945년 6월에는 조선언론보국회(회장 최린)의 명예회원이기도 하였다. 연희전문의 부교장으로서 학생들을 전쟁터로 지원하도록 적극 권유했다.

1942년 2월호 조광에 기고한 유억겸의 논설글.

1942년 2월에는 잡지 조광(朝光)에 '전필승 공필취'(戰必勝 攻必取:싸워서 반드시 이기고, 공격하여 반드시 탈취하라)라는 글을 통해 선전 대열에 참여하였다.
그가 기고한 글은 다음과 같다.
"총후 국민은 항상 군관의 시조(施措)를 절대 신뢰하고 일치 단결하여 신도(臣道) 실천, 직역봉공(職域奉公), 출정 장병을 고무·격려하여야 할 것이다." (중략)

"총후 국민은……항상 긴장한 가운데서 상의상조(相倚相助)하여 내(內)로는'황태(荒怠)를 상계(相戒)'하고 외(外)로는 '사악한 사상의 침투를 방지'하여'필승불패'의 신념을 견지하고 '헌신보국'(獻身報國)에 항념(恒念)하고'성전목적'(聖戰目的)을 관철할 결의를 구현하여 '동아 영원의 평화를확립하여서 제국의 영광을 보전할 일'을 촌시(寸時)라도 망각하여서는아니된다고 절규하노라."

그는 '대동아전쟁'(大東亞戰爭)을 '대동아공영권 내의 10여억민중의 공존공영을 위한 대동아 해방의 성전(聖戰)'이라고 규정하고, 후방의 국민이 평시와 같은 편안한 생활을 할 수 있는 것은 바로 '전필승 공필취'의 신념에 불타는 충용무쌍(忠勇無雙)한 육해공군 장병의 신고(辛苦) 덕분이라고 생각하였다. 그리하여 후방의 국민들은 성전을 관철하고 일본제국의 영광을 위해 보국(報國)할 것을 강조하였다.

### 광복 이후
광복 직후 우익 정당들이 창당됨에 따라 1945년 9월, 한국민주당 창당 발기인으로 참여했다. 그해 10월 미군정이 주둔하자 유창한 영어 실력으로 미군정을 환대하였다. 이어 김성수, 김활란, 백낙준등과 함께 미군정청 학무국 조선인교육위원에 임명되었고, 같은 해 12월 미군정청 문교부 학무국장에, 1946년 2월에는 문교부장에 임명되어 미군정기의 교육정책을 총괄했다. 1947년 5월 조선체육회 부회장을 맡았고, 같은 해 9월 회장을 맡았다. 1947년 11월 8일 서울 종로구 가회동 9번지 자택에서 지병과 뇌일혈, 과로 등으로 사망했다.

## 사후
1962년 대한민국 정부에서 교육부문의 대한민국장이 추서하였다. 오늘날 연세대학교의 '유억겸기념관'은 그의 이름을 딴 것이다. 2008년 민족문제연구소에서 친일인명사전에 수록하기 위해 정리한 친일인명사전 수록예정자 명단 중 교육/학술 부문에 선정되었다. 연세대학교 교내 단체인 민주노동당 학생위원회가 2005년 선정 발표한 '연세대학교 친일파 명단', 2009년 친일반민족행위진상규명위원회가 발표한 친일반민족행위 705인 명단에도 들어 있다.

## 가족 관계
- 증조부 : 유치홍(兪致弘, 1800년 - ?)
  - 종조부 : 유진태, 멕시코로 이민[7]
- 할아버지 : 유진수(兪鎭壽, 1825년 - 1898년)
- 할머니 : 전주 이씨, 이경직의 딸
  - 숙부 : 유회준(兪會濬)
    - 사촌 형 : 유옥겸

  - 숙부 : 유성준(兪星濬, 1860년 음력 9월 7일 ~ 1934년 양력 2월 27일)
    - 사촌 누이 : 유각경(兪珏卿, 1892년 ~ 1966년 9월 7일)
- 아버지 : 유길준(兪吉濬, 1856년 양력 11월 21일(음력 10월 24일) ~ 1914년 양력 9월 30일)
- 어머니 : 경주 김씨(慶州金氏, ? - 1874년), 아버지 유길준의 본처
- 어머니 : 충주 이씨(忠州李氏, ? - ?)
  - 형 : 유만겸(兪萬兼, 1889년 7월 13일 ~ 1944년 12월 13일)
  - 형수 : 이름 미상, 함경북도의 중인 출신 며느리, 유만겸의 본처
  - 형수 : 파평윤씨
    - 조카 : 유병덕(兪炳德, 1932년 - 2000년 6월 20일), 감사원 제1국장[8], 제4국장, 감사원 심의실장 역임[9]
- 부인 : 윤희섭(尹喜燮 1905년11월6일~?) 아버지 윤택영 해풍부원군, 언니 순정효황후

## 같이 보기
- 흥업구락부
- 신간회
- 조선임전보국단
- 흥아보국단
- 연세대학교
- 유길준
- 유만겸
- 윤치호
- 신흥우
- 유성준
- 유병덕

## 참고 자료
- 반민족문제연구소 (1993년 2월 1일). 〈유성준 유만겸 유억겸 : 유길준의 양면성 ‘극복’한 유씨 일가의 친일상 (김도형)〉. 《친일파 99인 1》. 서울: 돌베개. ISBN 978-89-7199-011-7.
- 안동교회 역사편찬위원회 (2001년 8월). 〈제3장 안정과 시련기 (1927 - 1939)〉 (PDF). 《안동교회 90년사》. 서울: 안동교회.[깨진 링크(과거 내용 찾기)]
- 한국역대인물종합시스템[깨진 링크(과거 내용 찾기)]